# Батлер, Перси Милтон
Перси Милтон Батлер (англ. Percy Milton Butler; 19 июля 1912 — 7 февраля 2015) — британский зоолог и палеонтолог, профессор. Учился в Кэмбриджском и Колумбийском университетах.

## Биография
В 1933 году стал бакалавром гуманитарный наук Пемброк-Колледжа Кембриджского университета и бакалавром зоологии Лондонского университета. В 1936 году получил стипендию Фонда Содружества Колумбийского университета для исследования ископаемых млекопитающих. В США от обрабатывал коллекции ископаемых позвоночных в различных музеях, а также собрал коллекцию ископаемых млекопитающих. В 1930-х годах, изучая строение зубов млекопитающих, сформулировал теорию морфгенетических полей. Суть этой концепции заключается в том, что на развитие каждого зуба существенное влияние оказывают соседние зубы. С помощью этой теории объясняют происхождение и эволюцию зубного аппарата и позволяет сделать реконструкцию диеты древних млекопитающих. Эта концепция находит применение в современной клинической одонтологии. В 1938 вместе с Уиллиамом Кингом Грегори работал в Американском музее естественной истории над проблемами эволюции зубов млекопитающих. В 1939 году под руководством Клайва Форстера-Купера, защитил докторскую диссертацию (Ph.D.) в Кембриджском университете. Во время второй мировой войны занимал должность энтомолога в карантинной службе Министерстве продовольствия. После войны работал в Эксетерском и Манчестерском университетах. С 1956 года перешёл в Королевский колледж Холлоуэй в Эгхеме, входящий в состав Лондонского университета, где возглавлял кафедру зоологии. В 1974 году вышел на пенсию, однако оставался до конца жизни заслуженным профессором кафедры биологии. Батлер внёс большой вклад в развитие современной систематики млекопитающих. Ревизия челюстного аппарата отряда насекомоядных привела его к пониманию, что этот отряд является парафилетической группой, включающей как примитивные, так и весьма эволюционно продвинутые линии. В 1958 году он выделил в отдельный отряд Macroscelidea семейства близкие к семейству прыгунчиковые, включаемые до этого в состав насекомоядных. В 1972 году Батлером было обосновано выделение тупай в отдельный отряд. В 1972 предложил разделять афросорицид на два подотряда, а не семейства. Совместно с Луисом Лики исследовал образцы фауны из Олдувайского ущелья. Ещё в 1990-е годы изучал харамиид. Является автором более 100 публикаций.

## Награды и звания
Батлер был удостоен множества научных наград и почётных званий, в том числе:
- Медаль Ромера-Симпсона[англ.] (1996)
- Медаль Парижа[фр.] (1986)
- Член общества Общество Sigma Xi[англ.] (1937)
- Почётный член Международной группы по научным исследованиям и стоматологии (1971)
- Почётный член  общества палеонтологии позвоночных США[англ.]  (1994)